# Guerra civil colombiana de 1895
La Guerra civil de 1895 fue un conflicto de corta duración que tuvo lugar en la República de Colombia a finales del siglo XIX, conformada entonces por los actuales países de Colombia y Panamá, el gobierno había encontrado formas y estrategias para restringirle posibilidades a políticos de otros partidos y quedarse el poder para miembros de su propio movimiento el Partido Nacional y su ideología la Regeneración, líderes del partido liberal al quedarse convencidos de ello, planearon una revuelta para llegar a un posible golpe de Estado, pero todo tuvo una mala estructuración, decisiones precipitadas, fuerzas revolucionarias sin una previa formación, políticos que decían apoyar los levantamientos dejaron de hacerlo, revolucionarios incluso se atacaban entre ellos mismos por falta de comunicación, ocasionando la situación insostenible y que todo fracasara. Muchos historiadores concuerdan que la mala terminación de este conflicto, influyó en el inicio de la Guerra de los Mil Días.

## Contexto

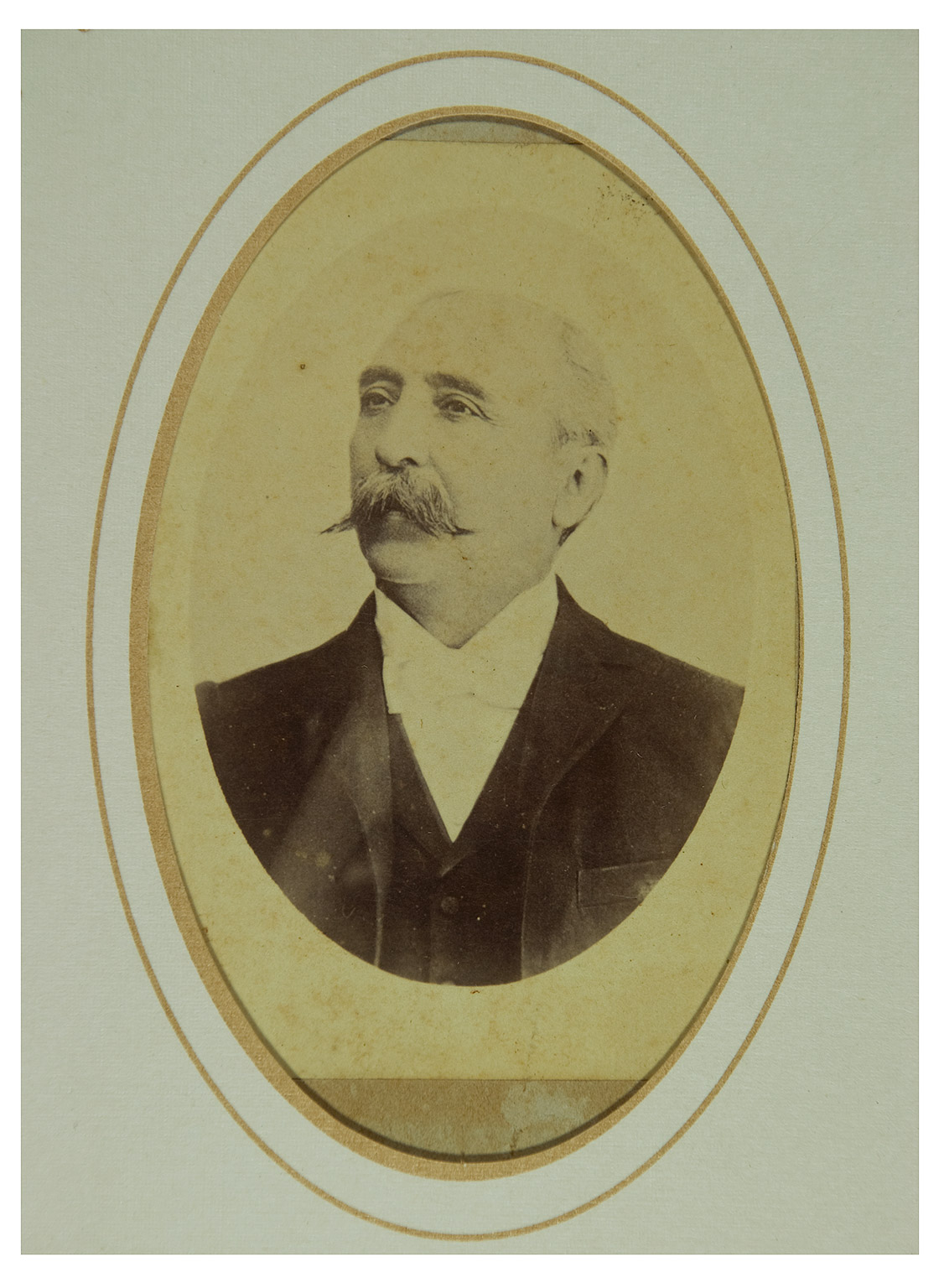
El general Siervo Sarmiento, c. 1902

Durante el período 1892-1896, el Partido Liberal Colombiano estaba representado en el Congreso por Luis Antonio Robles, mientras que la presidencia está ocupada por Miguel Antonio Caro, miembro del Partido Nacional, tras la retirada del presidente liberal Rafael Núñez por razones de salud. Este último murió en Cartagena 18 de septiembre de 1894, cuatro meses antes de éste conflicto.
Al asumir el cargo, Caro tomó medidas impopulares en virtud de la Ley 61 de 1888, conocida como «Ley de los Caballos». Las libertades individuales y la libertad de prensa fueron reducidas, y el gobierno podía detener a sus enemigos políticos sin juicio previo.
En la noche del 22 de enero de 1895, el director de la nueva Policía Nacional de Colombia, el comisario francés Jean Marie Marcelin Gilibert, frustró un complot confabulado desde su exilio en Curazao por el general liberal Avelino Rosas que planeaba arrestar al presidente Caro.
El 29 de enero de 1895, los liberales se levantaron bajo el mando del General Siervo Sarmiento.

## Desarrollo
Miembros del partido liberal creyendo oportuno lanzarse a la revuelta con apoyo de los "históricos" políticos conservadores desafectos a los nacionalistas (miembros del Partido Nacional en cabeza del señor Miguel Antonio Caro). Algunos líderes liberales dispuestos a la revolución, entre ellos los generales Uribe Uribe y Siervo Sarmiento, reclutaron con prisa centenares de estudiantes y artesanos mal armados y sin equipos apropiados, llenando sus mentes de mística, patriotismo, entusiasmo y promesas para un mejor futuro.
Se dieron combates sostenidamente en Cundinamarca, Río Magdalena, Costa Atlántica, Tolima, Boyacá y Santander (esta región incluye Norte de Santander, que llegó a existir administrativamente hasta 1910). A pesar de haber conseguido algunas buenas victorias, pero fuerzas liberales con reclutas armados con prisa, sin muchos recursos y sin buena formación fueron derrotadas por el ejército con oficiales de academia y mantenido por el presupuesto nacional. La primera y fuerte derrota liberal fue el descalabro de La Tribuna (Facatativá) el 29 de enero de 1895 terminando en la retirada del general Uribe y la firma del Convenio de Beltrán acuerdo entre los generales Rafael Reyes y Sarmiento.
El General Sarmiento fue derrotado por las fuerzas gubernamentales al mando de Rafael Reyes en la batalla de La Tribuna (Cundinamarca). El conflicto se extendió a todo el país. El departamento del Cauca se puso del lado de los liberales en la batalla, Igual en el departamento del Tolima dándose las batallas de Chicoral y El Papayo.
La guerra civil terminó con la derrota de las fuerzas liberales en la batalla de Enciso (15 de marzo de 1895) una espantosa y encarnizada batalla, pero la última de ésta guerra que terminó en la capitulación de Capitanejo, donde el general Ruiz fue derrotado después de perder más de mil hombres.